# Immediatprothese
Eine Immediatprothese (lat.: immediatus „unmittelbar, direkt, sofort“) ist eine Sofortprothese. Sie wird vor einem chirurgischen Eingriff (z. B. vor einer Zahnextraktion) auf einem Kiefermodell vom Zahntechniker hergestellt, wobei die zu entfernenden Zähne auf dem Gipsmodell radiert (weggeschliffen) werden. Nach dem chirurgischen Eingriff wird sie dann unmittelbar eingegliedert.

## Differenzierung nach Indikation

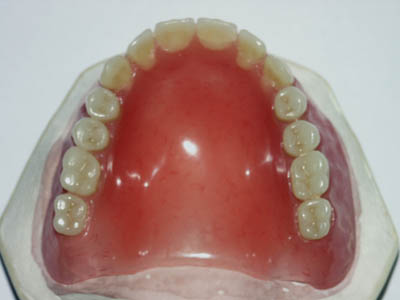
Totalprothese im Oberkiefer auf dem Gipsmodell

Die Immediatprothese bezeichnet eine Form des provisorischen Zahnersatzes, der vor der Zahnextraktion bzw. vor einem chirurgischen Eingriff angefertigt und unmittelbar nach der Extraktion bzw. dem Eingriff eingegliedert wird. Sie wird auf einem Modell gefertigt, welches vor der Extraktion der zu ersetzenden Zähne hergestellt wurde. Die Zähne werden auf dem Modell radiert und durch eine einfache Prothesenkonstruktion ersetzt. Unmittelbar nach der Extraktion der Zähne wird diese Sofortprothese eingesetzt.
Immediatprothesen sollen als Wundverschlussplatten und als ästhetischer Ersatz die Zeit bis zum Einsetzen des definitiven Zahnersatzes überbrücken; sie sollen ebenfalls die Bisshöhe und die Sprachfunktion erhalten sowie das Kauen ermöglichen. Sie bieten eine bessere Anpassung des Kieferkammgewebes an die Belastung, wobei die Atrophie der Kieferkammanteile geringer ist als in Fällen ohne eine Versorgung mit Immediatprothesen. Immediatprothesen erleichtern die Kieferrelationsbestimmung für den endgültigen Zahnersatz, insbesondere bei der Anfertigung von Totalprothesen.

## Konstruktion
Als Teilprothese ist eine Immediatprothese in der Regel einfach konstruiert und besteht aus einer Kunststoffbasis, den zu ersetzenden Zähnen und einfachen, aus Stahldraht gebogenen Haltelementen (Klammern). Als Totalprothese wird sie ebenso konstruiert wie die endgültige Prothese.

## Unterschied zur Interimsprothese
Die Interimsprothese dient als provisorische Versorgung in denjenigen Fällen, in denen eine sofortige Zahnersatzversorgung aus anatomischen Gründen nicht möglich ist. Sie wird später durch eine definitive Prothese ersetzt. Eine Immediatprothese wird nach der Wundheilung durch eine Unterfütterung („Aufpolstern“) zu einem definitiven Zahnersatz umgearbeitet.